# Batalla de Dime
La batalla de Dime fue una batalla que enfrentó a la Liga Aquea bajo el mando del estratego, Arato de Sición y un ejército espartano bajo el mando del Rey Cleómenes III de Esparta, y fue parte de la guerra de Cleómenes. La batalla tomó lugar cerca de Dime en el noroeste de Acaya y tuvo lugar en 226 a. C.

## Antecedentes
Después de la declaración de guerra contra Esparta por la Liga Aquea alrededor del 229 a. C.- 228 a. C., la lucha entre los dos países casi había sido continua. Cleómenes había aplastado dos ejércitos aqueos bajo el mando de Arato de Sición en la batalla del Monte Liceo y en la batalla de Ladocea en 227 a. C.
Después de estas victorias, Cleómenes volvió a Esparta y comenzó sus reformas radicales. Suprimió a los éforos, entregó tierras al estado, canceló la deuda y cambió su ejército por uno de estilo macedonio. Después de estas reformas, Cleómenes con su ejército reformado contestó a las peticiones de la ciudad de Mantinea y después del libramiento de ella y de su guarnición aquea, avanzó al norte en territorio aqueo. 

## La batalla
Después del avance en el territorio aqueo, Cleómenes cayo sobre Fares, un socio fundador de la Liga. Su objetivo era provocar una batalla con los aqueos o si ellos no venían para encontrarlo en batalla, desacreditaría a Arato. El estratego en aquel tiempo era, Hiperuates, sin embargo Arato tenía el control completo de la Liga. 
Como Cleómenes sitiaba la ciudad de Dime, el gran ejército aqueo salió para combatirlo. Cuando Cleómenes los vio en el campo de batalla, decidió no combatir al enemigo mientras su retaguardia estuviera expuesta a los ataques de la guarnición de Dime, y avanzó hacia la posición aquea. En la batalla que siguió, la falange espartana avanzó contra la falange aquea derrotándola, las víctimas aqueas fueron altas y muchos de los sobrevivientes fueron capturados.

## Consecuencias
Esta derrota aplastó a los aqueos y los forzó a pedir la paz. Cleómenes ofreció devolver cualquier ciudad y cualquier prisionero que hubiera tomado a los aqueos, a cambio de ser hecho estratego de la Liga Aquea. Sin embargo, Arato quien estaba contra esta oferta, envió embajadores a la corte del rey Antígono III de Macedonia, solicitando la ayuda de Antígono contra los espartanos a cambio de dar el Acrocorinto a Macedonia. 
En 224 a. C., Antígono avanzó hacia el Peloponeso con un ejército de treinta mil hombres y Cleómenes se vio forzado a retirarse a Laconia. En 222 a. C., el ejército macedonio-aqueo y el ejército espartano se enfrentaron en la batalla de Selasia que acabó en una victoria aliada. Esta victoria forzó a Cleómenes a escapar de Grecia e ir a Egipto. Mientras, Antígono tomó Esparta, siendo el primer extranjero en capturar la ciudad.